# Durnești
Durnești es una comuna y pueblo de Rumania ubicada en el distrito de Botoșani.

## Demografía
Según el censo de 2011, tiene 3741 habitantes, mientras que en el censo de 2002 tenía 4163 habitantes. La mayoría de la población es de etnia rumana (96,07 %).
La mayoría de los habitantes son cristianos de la Iglesia Ortodoxa Rumana (93,82 %), con una minoría de pentecostales (2,16 %).
En la comuna hay seis pueblos (población en 2011):
- Durnești (pueblo), 1110 habitantes;
- Băbiceni, 391 habitantes;
- Bârsănești, 179 habitantes;
- Broșteni, 367 habitantes;
- Cucuteni, 807 habitantes;
- Guranda, 887 habitantes.

## Geografía
Se ubica sobre la carretera 29D, unos 30 km al este de Botoșani.